# Кичко Трохим Корнійович
Трохим Корнійович Кичко (1905  — 1982 ) — радянський релігієзнавець, кандидат філософських наук.
Під час Великої Вітчизняної війни був учасником антинацистського підпілля у Вінниці (але його роль у підпіллі піддавалася сумніву). Після війни спеціалізувався на критиці юдаїзму. Здобув міжнародну популярність після видання в 1963 році антирелігійної книги «Іудаїзм без прикрас».

## Біографія
Народився 1905 року. Вступив до ВКП(б) у 1928 році. До війни працював в апараті компартії України, потім у Київському обласному управлінні міліції . У вересні 1938 року був заарештований НКВС , але звільнений через рік через недоведеність звинувачень.
Під час німецько-радянської війни перебував на окупованій німцями території з вересня 1941 року до березня 1944 року. Був у німецькому полоні та випущений 18 жовтня 1941 року з Київського табору під прізвищем Самсонов. Брав участь у антинацистському підпіллі у Вінниці.
Після війни працював старшим викладачем кафедри основ марксизму-ленінізму у Київському технологічному інституті легкої промисловості. 1948 року був звільнений нібито за «пропаганду буржуазно-націоналістичної ідеології» під час лекції «Націоналістична сутність школи Грушевського». У тому ж році в ході конфлікту між двома групами колишніх підпільників був виключений з ВКП(б) «за негідну поведінку в період перебування на окупованій території».
З 1950 року працював лектором Київського обласного лекційного бюро товариства «Знання».
У 1952 році колишній партизанський командир Дмитро Медведєв у повісті «На берегах Південного Бугу», де Кичко був виведений під прізвищем Квітко, писав, що він керував антинацистським вінницьким підпіллям. Пізніше у статті «Розкриємо псевдоніми» Озябкіної та Зарудного спочатку у «Вінницькій правді», а потім у «Літературній газеті», стверджувалося, що Кичко «незаслужено намагався видати себе за учасника підпілля, а насправді співпрацював із окупантами».
Партійні органи понад півтора року розбиралися з цими звинуваченнями. 29 вересня 1954 був відновлений у партії. 28 грудня 1954 року «Вінницька правда» опублікувала спростування, в якому вказувалося, що Кичко справді був підпільником, проте Медведєв у своїй повісті «перебільшив справжню роль» Кичко у підпільному русі. Тим не менш, на довгі роки отримав стійку репутацію людини, яка «забруднилася в колабораціонізмі». Так, письменник Віктор Некрасов у 1964 році у листуванні з оглядачем Бі-бі-сі Сєвою Новгородцевим стверджував, що «цей тип був у роки окупації директором вінницького кінотеатру у німців. Він уцілів і процвітає, тому що є заслуги, які в очах наших антисемітів переважують навіть відкриту співпрацю з ворогом».
Надалі викладав марксизм-ленінізм, науковий атеїзм та політекономію у Київському технологічному інституті легкої промисловості, до початку 1980-х читав лекції за заявками Київського міського комітету компартії України .
Помер у 1982 році у віці 77 років.

## Пропагандистська робота
Наприкінці 1950-х тиражем 40 тис. прим. вийшла його брошура «Іудейська релігія, її походження і суть». Це була перша книга про юдаїзм, видана в Україні після 1949. Брошура була помічена за межами СРСР. Зокрема, про неї вийшов критичний відгук у газеті The New York Times, а в агентстві United Press був опублікований матеріал під назвою «Потік лайки проти юдаїзму ллється в Україні».
У 1961 році Кичко захистив у Києві дисертацію на звання кандидата філософських наук, тема дисертації «Сучасний іудаїзм та його реакційна роль». Надалі також спеціалізувався на критиці юдаїзму. У рамках такої критики намагався пов'язати юдаїзм з сіонізмом та антисемітськими теоріями змови. Його публікації неодноразово критикували за межами СРСР. Найскандальнішою стала книга «Іудаїзм без прикрас», видана у жовтні 1963 року Академією наук Української РСР. Вона викликала бурхливі протести на Заході, у тому числі серед єврейських та правозахисних організацій, а також у комуністів США та Західної Європи, які вважали її пропагандою антисемітизму. В результаті міжнародного скандалу Ідеологічний відділ ЦК КПРС дав вказівку розкритикувати Кичко за допущені помилки, а книга була вилучена з продажу та бібліотек.
Втім, Кичко відчув підтримку своїх ідей, тому публікував аналогічні матеріали і надалі, особливо після арабо-ізраїльської війни 1967 року. Зокрема, 4 жовтня 1967 року він писав про «міжнародних сіоністських банкірів» у статті «Сіонізм — знаряддя імперіалізму» в газеті «Комсомольськое знамя», а в 1968 році опублікував нову книгу «Юдаїзм і сіонізм». Ця книга була випущена також англійською мовою та використана в рамках антисіоністської та антисемітської кампанії у соціалістичній Польщі. Дослідник радянського релігієзнавства Ганна Марія Басаурі-Зюзіна зазначає, що в цій книзі Кичко використав частину тексту з книги «Іудаїзм без прикрас», як і раніше, «виривав цитати з давнього контексту з їхньою вульгарною інтерпретацією без урахування сучасних традицій іудаїзму».
Наприкінці 1970-х Євген Євсєєв запросив Кичка до авторського колективу монографії «Ідеологія та практика сучасного сіонізму. Критичний аналіз», виданої Інститутом філософії АН СРСР. До початку 1980-х Кичко займався лекційною та публіцистичною діяльністю.

## Нагороди
У 1968 році як голова науково-методичної ради товариства «Знання» Кичко був нагороджений почесною грамотою Президії Верховної Ради УРСР за досягнення в галузі атеїстичної пропаганди.

## Публікації
Книги
- Кичко Т. К. Іудейська релігія, її походження і суть. — К. : Товариство для поширення політичних та наукових знань УРСР, 1957. — 40000 прим.
- Кичко Т. К. Про іудейську релігію. — К. : Товариство для поширення політичних та наукових знань УРСР, 1959. — 64 с.
- Кичко Т. К. Правда об иудейской религии. — К. : Киевское гор. отделение Общества по распространению полит. и науч. знаний УССР, 1961. — 35 с. — (В помощь лектору)
- Кичко Т. К. İудаïзм без прикрас. — К. : Видавництво АН УРСР, 1963. — 192 с. — 12000 прим.
- Кичко Т. К. Іудаїзм і сіонізм. — К. : Товариство «Знання» Української РСР, 1968. — 56 с. — 60000 прим.
- Кичко Т. К. Сіонізм – ворог молоді. — К. : Молодь, 1972. — 172 с. — 14000 прим.
- Кичко Т. К. Модернізація іудаїзму у системі ідеології сіонізму. — К. : Товариство «Знання» Української РСР, 1974.

Окремі статті
- Кичко Т. К. Критика антропофобії іудейського віровчення // Питання атеїзму. — 1973. — № 9 (18 травня). — С. 120–126.
- Кичко Т. К. Соціальний зміст апологетики іудаїзму // Філософська думка. — 1973. — № 6 (18 травня). — С. 86–95.